# Le monde est scoop
 (novembre 2022).
Si vous disposez d'ouvrages ou d'articles de référence ou si vous connaissez des sites web de qualité traitant du thème abordé ici, merci de compléter l'article en donnant les références utiles à sa vérifiabilité et en les liant à la section « Notes et références ».
Le monde est scoop est une émission de télévision française pour la jeunesse diffusée sur Canal J du 9 décembre 2002 au 30 juin 2006 et présentée par Vanessa de Clausade et Olivier Ligné. Le jeu est rediffusé sur Nickelodeon pour ses trois ans qu'il a fêté le dimanche 21 octobre 2006 à 20h45 avant de revenir dans des épisodes inédits du lundi au vendredi à 20 heures dès janvier 2008.

## Diffusion
L'émission est diffusée du lundi au vendredi à 20h00.

## Spéciales
Elle a été sanctionnée par des spéciales telles que des spéciales Saint-Valentin ou encore Nouvel An chinois, Noël, cependant rien ne changeait par rapport à l'horaire de diffusion et à la règle du jeu. Cependant lors de ces "spéciales" les deux candidats remportaient un cadeau supplémentaire et le plateau accueillait un invité (généralement, un chanteur).

## Présentation
L'émission était présentée par Oliv' et Vaness' (Vanessa de Clausade et Olivier Ligné). Ce duo ayant déjà présenté sur Canal J l'émission Faut que ça saute ! du 3 septembre 2001 au 28 juin 2002.

## Thèmes
Du 9 décembre 2002 au 1er juillet 2005, elle avait pour thème l'espace, puis elle finit par adopter le thème des prés et de la nature du 5 septembre 2005 au 30 juin 2006.

## Principe et déroulement
Le principe était simple, chaque soir, une fille et un garçon se confrontaient.
L'émission était séparée en deux parties :
- Le monde est scoop : où étaient présentés 5 scoops incroyables et où il fallait distinguer le vrai du faux. Le premier scoop valant un scoopie, le second, deux et ainsi de suite jusqu'au cinquième. Ainsi des candidats ayant gagné les trois premiers scoops se retrouvaient battus car l'adversaire remportait les deux derniers. À l'issue de cette manche, le candidat ayant le plus de points accède à la finale. De plus chaque scoops remportés faisait gagner un cadeau au candidat (plus le scoop valait de points, plus le cadeau était important). Si les deux candidats donnent une réponse différente, le gagnant est celui qui à la bonne réponse. Si les deux candidats donnent la même réponse, le candidat le plus rapide prend la main. Cependant, s'il ne s'agit pas de la bonne réponse, le cadeau et les scoopies sont perdus par les candidats.
- Le Vrai Scoop : où 4 Scoops étaient présentés (à l'origine 5) et où il fallait trouver le seul et unique vrai Scoop. Si le candidat gagne la finale, il a accès à "la machine aux cadeaux" où il pouvait faire le choix entre trois couleurs : vert, orange et rouge. Derrière chacune de ces couleurs se trouvait un cadeau :  soit un téléphone portable, soit une Playstation 2 ou encore un paquet de nouilles.

À la fin de l'émission, tout le monde se retrouve à l'avant du plateau avec les candidats et les présentateurs en avant. À ce moment, est procédé (symboliquement) à la remise des cadeaux gagnés tout au fil de l'émission.